# New Morning
New Morning is het 11e studioalbum van Bob Dylan. Het werd uitgebracht op 21 oktober 1970 en is een album waarin onderwerpen als de liefde voor het landleven, voor zijn vrouw Sara en het gezinsleven overheersen. Dylan breekt met de opnamestudio in Nashville en zijn vaste sessiemuzikanten aldaar en keert terug naar New York. Dylan breekt ook met producer Bob Johnston, die Leonard Cohen op een Europese tour ging vergezellen. Het feitelijke productiewerk werd gedaan door Al Kooper. 

## Voorloper
Op 1 mei 1970 kwam George Harrison naar de Columbiastudio B om samen met Dylan, bassist Charlie Daniels en drummer Russ Kunkel een aantal oude nummers en covers op te nemen, alsmede 3 nummers, die Dylan geschreven had voor een toneelstuk van Archibald MacLeish. Omdat Harrison geen werkvergunning had in de VS konden de opnames niet echt gebruikt worden. Een aantal van de opgenomen songs zou een maand later wel gebruikt worden voor de echte opnames.

## De opnames
De opnames vonden onder leiding van Al Kooper plaats van 1 tot 5 juni in de Columbiastudio E in New York. Op 12 augustus werden van een aantal nummers nieuwe takes opgenomen.
Extra muzikanten die naast Daniels en Kunkel meewerkten waren de gitaristen Ron Cornelius en Buzz Feiten, multi-instrumentalist David Bromberg, drummer Billy Mundi en de achtergrondzangeressen Hilda Harris, Albertine Robinson en Maeretha Stewart.
Al Kooper speelde piano, orgel, gitaar en hoorn. Hoewel Al Kooper het meeste producerwerk deed, werd Bob Johnston op het album - wegens contractuele zaken - vermeld als de producer. Een vermelding van Koopers productiewerk werd per abuis vergeten.   

## De nummers
- "If Not for You" is een liefdeslied voor Dylans vrouw Sara, waarin hij geniet van zijn huiselijk leven en de natuur.
- "Day of the Locusts" is een lied over de ceremonie die Dylan moest ondergaan toen hij een eredoctoraat kreeg op de Princeton-universiteit. In de verte hoort hij het lied van de sprinkhaan.
- "Time Passes Slowly" is oorspronkelijk geschreven voor het toneelstuk "Scratch" van Archibald MacLeish. Dylan bezingt het landelijk leven in de heuvels.
- "Went to See the Gypsy" is een liedje over een bezoek aan een concert in Las Vegas, waarschijnlijk is Elvis Presley de "gypsy", die voorouders met zigeunerbloed gehad zou hebben.[4]
- "Winterlude" is een liedje waarin Dylan over een meisje zingt dat hem in de winter warmte brengt.
- "If Dogs Run Free" is een lied met een jazzy arrangement geïnspireerd door het gedicht "Dog" van Lawrence Ferlinghetti.
- "New Morning" is net als "Time Passes Slowly" oorspronkelijk geschreven voor het toneelstuk "Scratch" en bezingt het leven op het platteland.
- "Sign on the Window" is een nummer in countrystijl met Dylan op piano, waarin zijn ultieme geluk ligt in een gezin met vier kinderen.
- "One More Weekend" is een bluesrock over geluk en gezinsleven op het plateland. David Bromberg speelt slidegitaar.
- "The Man in Me" is een liefdesverklaring aan Sara, Dylans vrouw.
- "Three Angels" is een gospelachtig lied over drie engelen, die Dylan in New York ziet.
- "Father of Night" is een kort lied gebaseerd op een joods gebed.

## De outtakes
Een aantal opnamen werden alsnog uitgebracht op Bob Dylan's Greatest Hits Vol. II, waaronder "When I Paint My Masterpiece", "I Shall Be Released" en "Down In The Flood". In 2013 bracht Columbia in de bootleg series deel 10 uit : Another Self Portrait (1969–1971), waarop de traditionals "Spanish is the Loving Tongue" en "Bring Me A Little Water" naast de eigen compositie "Working On A Guru". 

## Albumhoes
Op de voorkant van de albumhoes staat een foto van Dylan door Len Siegler, er is geen albumtitel en artiestennaam. Op de achterkant staat een jeugdfoto van Dylan met Victoria Spivey, een blueszangeres die Dylan in 1962 op haar opnamesessie op mondharmonica had begeleid.

## Hitnoteringen
Het album bereikte nummer 7 op de Billboard 200 en nummer 1 op de UK Albums Chart. In Nederland was de piekpositie nummer 3.
- MusicBrainz release group: 4f2b915f-cc82-3c18-ac9b-05f3d4df622d